# La Fage-Montivernoux
La Fage-Montivernoux (okzitanisch: La Faja) ist ein Ort und eine südfranzösische Gemeinde mit 133 Einwohnern (Stand: 1. Januar 2022) im Département Lozère in der Region Okzitanien. Die Gemeinde gehört zum Arrondissement Mende und zum Kanton Peyre en Aubrac. Die Einwohner werden Fageais genannt.

## Lage
La Fage-Montivernoux liegt im Nordosten des zum Zentralmassiv gehörenden Hochplateaus des Aubrac etwa 37 Kilometer nordwestlich von Mende. Das Gemeindegebiet gehört zum Regionalen Naturpark Aubrac. Im Norden verläuft das Flüsschen Bédaule, im Südwesten die Rimeize. Umgeben wird La Fage-Montivernoux von den Nachbargemeinden Noalhac im Norden, La Fage-Saint-Julien im Nordosten, Les Bessons im Osten und Nordosten, Peyre en Aubrac mit Fau-de-Peyre im Osten und Südosten, Prinsuéjols-Malbouzon im Süden, Brion im Westen sowie Saint-Laurent-de-Veyrès im Westen und Nordwesten.

## Bevölkerungsentwicklung
| Jahr                       | 1962 | 1966 | 1975 | 1982 | 1990 | 1999 | 2006 | 2018 |
| -------------------------- | ---- | ---- | ---- | ---- | ---- | ---- | ---- | ---- |
| Einwohner                  | 344  | 314  | 276  | 234  | 204  | 167  | 172  | 155  |
| Quellen: Cassini und INSEE |      |      |      |      |      |      |      |      |